# Natalja Dobrynska
Natalia Volodymyrivna Dobrynska (ukrainska: Наталія Володимирівна Добринська) född 29 maj 1982, Vinnytsia, Ukrainska SSR, Sovjetunionen är en ukrainsk sjukampare. Efter att ha utbildat sig till idrottslärare i hemstaden Vinnytsia flyttade hon 2003 till Kiev men tävlar fortfarande för sin moderklubb Dynamo Vinnytsia.
Dobrynska vann sjukampen vid OS 2008 i Peking 33 poäng före sin landsmaninna Ludmila Blonska, vilken senare diskvalificerades på grund av positivt dopingprov.  Första internationella medaljen kom i femkamp vid inomhus-VM 2004 året efter blev det en bronsmedalj vid inomhus-EM.
Dobrynska tränas av Dmitrij Poljakov och Michael Medved.[källa behövs]
Dobrynskas två år äldre syster är höjdhopparen Viktoria Dobrynska som har hoppat 1,90.

## Meriter
- EM 2010 Barcelona 2:a sjukamp
- VM 2009 Berlin 4:a sjukamp
- OS 2008 Peking 1:a sjukamp
- VM-inomhus 2008 Valencia 4:a femkamp
- VM 2007 Osaka 8:a sjukamp
- EM-inomhus 2007 Birmingham 5:a femkamp
- EM 2006 Göteborg 6:a sjukamp
- VM 2005 Helsingfors 9:a sjukamp
- EM-inomhus 2005 Madrid 3:a femkamp
- OS 2004 Aten 8:a sjukamp
- VM-inomhus 2004 Budapest 2:a femkamp
- Universiaden 2003 Daegu 12:a sjukamp
- UVM Bydgoszcz 1999 8:a kula

## Personliga rekord
- 200 meter:  24,39 (+0.1) Peking 15 augusti 2008
- 800 meter: 2.12,96  Götzis 31 maj 2009
- 100 meter häck : 13,44 (0,0) 15 augusti 2008
- Höjdhopp: 1,86 Göteborg 7 augusti 2006
- Längdhopp: 6,63 (+0,3) Peking 16 augusti 2008
- Kulstöd: 17,29 Peking 15 augusti 2008
- Spjutkast: 48,60 Peking 16 augusti 2008
- Sjukamp: 6 733 poäng Peking 15-16 augusti 2008